# آب باريك (مقاطعة ديواندرة)
آب‌باريك (بالفارسية: آب‌باریک) هي قرية تقع في قسم قراتورة الريفي (مقاطعة ديواندرة) في إيران. يقدر عدد سكانها بـ 203 نسمة .